# Beslan Saudinowitsch Mudranow

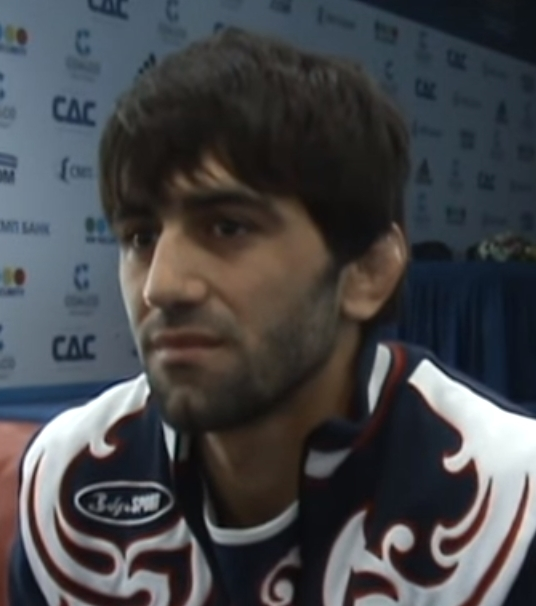
Beslan Mudranow (2012)

Beslan Saudinowitsch Mudranow (russisch Беслан Заудинович Мудранов; * 7. Juli 1986 in Baksan) ist ein russischer Judoka. Er ist Olympiasieger und dreifacher Europameister im Superleichtgewicht (bis 60 kg).
Der 1,66 m große Beslan Mudranow war 2008 russischer Meister. Bei den Europameisterschaften 2010 verlor er im Halbfinale gegen den Österreicher Ludwig Paischer, im Kampf um Bronze unterlag er gegen den Niederländer Jeroen Mooren. Auch bei den Weltmeisterschaften fünf Monate später erreichte er das Halbfinale und unterlag gegen den Usbeken Rishod Sobirov, den Kampf um Bronze verlor er gegen den Japaner Hiroaki Hiraoka. 2012 siegte Mudranow im Finale der Europameisterschaften in Tscheljabinsk gegen den Armenier Howhannes Dawtjan. Zwei Jahre später gewann er das Finale der Europameisterschaften in Montpellier gegen den Georgier Amiran Papinaschwili. Bei den Weltmeisterschaften 2014 in Tscheljabinsk erreichte Mudranow ebenfalls das Finale, verlor dann aber gegen den Mongolen Ganbatyn Boldbaatar.
Die Europameisterschaften 2015 im Judo wurden im Rahmen der Europaspiele in Baku ausgetragen. Mudranow gewann seinen dritten Europameistertitel gegen den Aserbaidschaner Orxan Səfərov. Im Jahr darauf gewann er im Halbfinale des olympischen Turniers 2016 in Rio de Janeiro gegen Papinaschwili, im Finale bezwang er den Kasachen Jeldos Smetow nach 44 Sekunden im Golden Score.
Nach seinem Olympiasieg legte Mudranow eine Pause ein. 2018 kehrte er zurück. Bei den Europameisterschaften in Tel Aviv verlor er im Viertelfinale gegen den Ukrainer Artem Lessjuk, im Kampf um Bronze gewann er gegen Papinaschwili.